# Kurt Helmut Zube
Kurt Helmut Zube (pseudonym K.H.Z. Solneman), född 1905, död 1991, var en tysk individualanarkist och egoist influerad av John Henry Mackay. Under pseudonymen K.H.Z. Solneman skrev Zube ett anarkistiskt manifest. 